# 宣懿王后
宣懿王后 魚氏（せんいおうこう ぎょし、ソニワンフ・オシ、선의왕후 어시、康熙44年10月29日（1705年12月14日） - 雍正8年6月29日（1730年8月12日））は、李氏朝鮮第20代国王景宗の継室である。本貫は咸從魚氏。諡号は敬純王大妃。歴代の王大妃の人物の中では、早世してしまった人物でもある。

## 生涯
宣懿王后は漢城府東部崇強坊（現・ソウル特別市）に生まれ、景宗の王世子時代に前妻の世子嬪沈氏（後に端懿王后と追封）が若くして亡くなったため、1718年に13歳で継室として嫁いだ。
景宗即位後は少論は景宗夫婦につき、老論は景宗の弟の延礽君を支持し、これによって兄弟の仲をどんどん引き裂いていった。老論は権力維持のため延礽君を王世弟（王位継承権のある王の弟）に冊封しようとし、王はこれを承諾したが、延礽君に代理聴政まで任せる話を出すと少論側は老論が景宗を殺害しようと計画したと告げたことから、老論は没落した（辛壬の獄）。
そして宣懿王后は逆賊・李麟佐（イ・インジャ）と結託し、少論と共に密豊君李坦（仁祖の第一子の昭顕世子の子孫）を養子に迎えて延礽君を退けようとしたが、延礽君率いる老論は景宗を毒殺し、計画は水の泡となった。
景宗亡き後、宣懿王后は王大妃となったが、英祖とは不仲であった。1730年に英祖暗殺未遂への疑いが取り沙汰されると食事を取る事なく、慶熙宮魚藻堂にて崩御。享年24歳。景宗の陵である懿陵（ソウル城北区石串洞）に埋葬された。

## 家族
- 父：魚有亀
- 母：完陵府夫人 全州李氏 - 中宗の庶子 永陽君の5世孫にあたる。しかし永陽君には実子がおらず、従兄弟 扶安君（成宗の庶子 茂山君の子）の息子 興寧君を養子としている。その為、実際は成宗の7世孫である。
- 夫：景宗
- 子：なし

## 登場作品

### テレビドラマ
- テバク〜運命の瞬間〜 2016年、SBS 演：ホン・イェジン
- ヘチ　王座への道 2019年、SBS  演：ソン・ジイン